# Augie Wolf
Augie Wolf, właśc. August Louis Wolf (ur. 3 września 1961 w Waszyngtonie) – amerykański lekkoatleta specjalizujący się w pchnięciu kulą.
Był absolwentem Uniwersytetu Princeton, zajął szóste miejsce na zawodach NCAA Meet w 1983 roku. W tym samym roku zajął 5. miejsce na uniwersjadzie w Edmonton. Był mistrzem USA w pchnięciu kulą z 1984, zarówno na otwartym stadionie, jak i w hali. 
Zajął 4. miejsce w konkursie pchnięcia kulą na igrzyskach olimpijskich w 1984 w Los Angeles, przygrywając brązowy medal ze swym rodakiem Dave’em Lautem o 4 centymetry. W 1989 na halowych mistrzostwach świata w Budapeszcie zajął 4. miejsce.